# Ezequiel Ponce
Ezequiel Ponce (ur. 29 marca 1997 w Rosario) – argentyński piłkarz występujący na pozycji napastnika w Houston Dynamo. Posiada także obywatelstwo włoskie.

## Kariera klubowa
Wychowanek Newell’s Old Boys. W sierpniu 2015 roku trafił do AS Roma, w której występował w Lidze Młodzieżowej UEFA, zdobył także młodzieżowe mistrzostwo Włoch. W tym czasie w listopadzie 2015 roku doznał poważnej kontuzji kolana, która wyłączyła go z gry na 4 miesiące. Na kolejne sezony wypożyczany był odpowiednio do Granada CF oraz Lille OSC. Przed sezonem 2018/2019 trafił do zespołu AEK Ateny. W 2019 roku przeszedł do Spartak Moskwa, a w latach 2022-2023 występował w Elche CF. W 2023 wrócił do AEK.

## Kariera reprezentacyjna
W 2017 roku został powołany do reprezentacji Argentyny do lat 20 na Mistrzostwa Świata U-20. Ezequiel wystąpił tam we wszystkich meczach grupowych, jednak jego drużyna zajęła 3. miejsce w grupie i pożegnała się z turniejem.
| Sezon   | Klub              | Kraj      | Rozgrywki        | Mecze | Bramki | Rozgrywki Europy | Mecze | Bramki |
| ------- | ----------------- | --------- | ---------------- | ----- | ------ | ---------------- | ----- | ------ |
| 2013/14 | Newell’s Old Boys | Argentyna | Primera División | 17    | 4      | -                | -     | -      |
| 2014/15 | Newell’s Old Boys | Argentyna | Primera División | 10    | 1      | -                | -     | -      |
| 2015/16 | AS Roma           | Włochy    | Serie A          | 0     | 0      | -                | -     | -      |
| 2016/17 | Granada CF (wyp.) | Hiszpania | Liga BBVA        | 25    | 2      | -                | -     | -      |
| 2017/18 | Lille OSC (wyp.)  | Francja   | Ligue 1          | 28    | 2      | -                | -     | -      |

Stan na: 8 lipca 2018 r.